# Dominikai karcsúboa
A dominikai karcsúboa (Epicrates gracilis) az óriáskígyófélék (Boidae) családjába és a valódi boák (Boinae) alcsaládjába tartozó szárazföldi kígyófaj.

## Előfordulása
A Dominikai Köztársaság és Haiti területén honos.

## Külső hivatkozás
- Képek interneten a fajról